# ポリヌクレオチド-5'-ホスファターゼ
ポリヌクレオチド-5'-ホスファターゼ(Polynucleotide 5'-phosphatase、EC 3.1.3.33)は、以下の化学反応を触媒する酵素である。
5'-ホスホポリヌクレオチド + 水{\displaystyle \rightleftharpoons }ポリヌクレオチド + リン酸
従って、この酵素の基質は5'-ホスホポリヌクレオチドと水の2つ、生成物はポリヌクレオチドとリン酸の2つである。
この酵素は加水分解酵素に分類され、特にリン酸モノエステル結合に作用する。系統名は、ポリヌクレオチド-5'-ホスホヒドロラーゼ(polynucleotide 5'-phosphohydrolase)である。5'-ポリヌクレオチダーゼ(5'-polynucleotidase)等とも呼ばれる。

## 構造
2007年末時点で、5つの構造が解かれている。蛋白質構造データバンクのコードは、1D8H、1D8I、1I9S、1I9T、1YN9である。